# Gleizé
Gleizé is een gemeente in het Franse departement Rhône (regio Auvergne-Rhône-Alpes). De plaats maakt deel uit van het arrondissement Villefranche-sur-Saône. Gleizé telde op 1 januari 2022 7.824 inwoners.

## Geschiedenis
De plaats hing tijdens de middeleeuwen af van de heren van Beaujeu. De streek was toen nog grotendeels bebost. In de 15e eeuw vestigde zich een benedictijnengemeenschap in de vallei van de Morgon. Hierrond ontstond het dorp Gleizé. In 1809 werd de gemeente Chervinges bij Gleizé gevoegd. In 1822 werd de nieuwe dorpskerk gebouwd. In 1853 moest Gleizé een deel van zijn gebied afstaan aan Villefranche-sur-Saône, maar kreeg op zijn beurt delen van de voormalige gemeente Ouilly. In de 19e eeuw kwam er textielindustrie in de gemeente, in Chervinges en in La Claire.

## Geografie
De oppervlakte van Gleizé bedroeg op 1 januari 2022 10,46 vierkante kilometer; de bevolkingsdichtheid was toen 748 inwoners per km².
De gemeente ligt in de streek Beaujolais, op 30 km van Lyon. De Morgon stroomt door de gemeente. Het oosten van de gemeente sluit aan bij het stedelijk gebied van Villefranche-sur-Saône terwijl het westen nog landelijk is. De gemeente telt ongeveer 250 ha aan wijngaarden.
De onderstaande kaart toont de ligging van Gleizé met de belangrijkste infrastructuur en aangrenzende gemeenten.

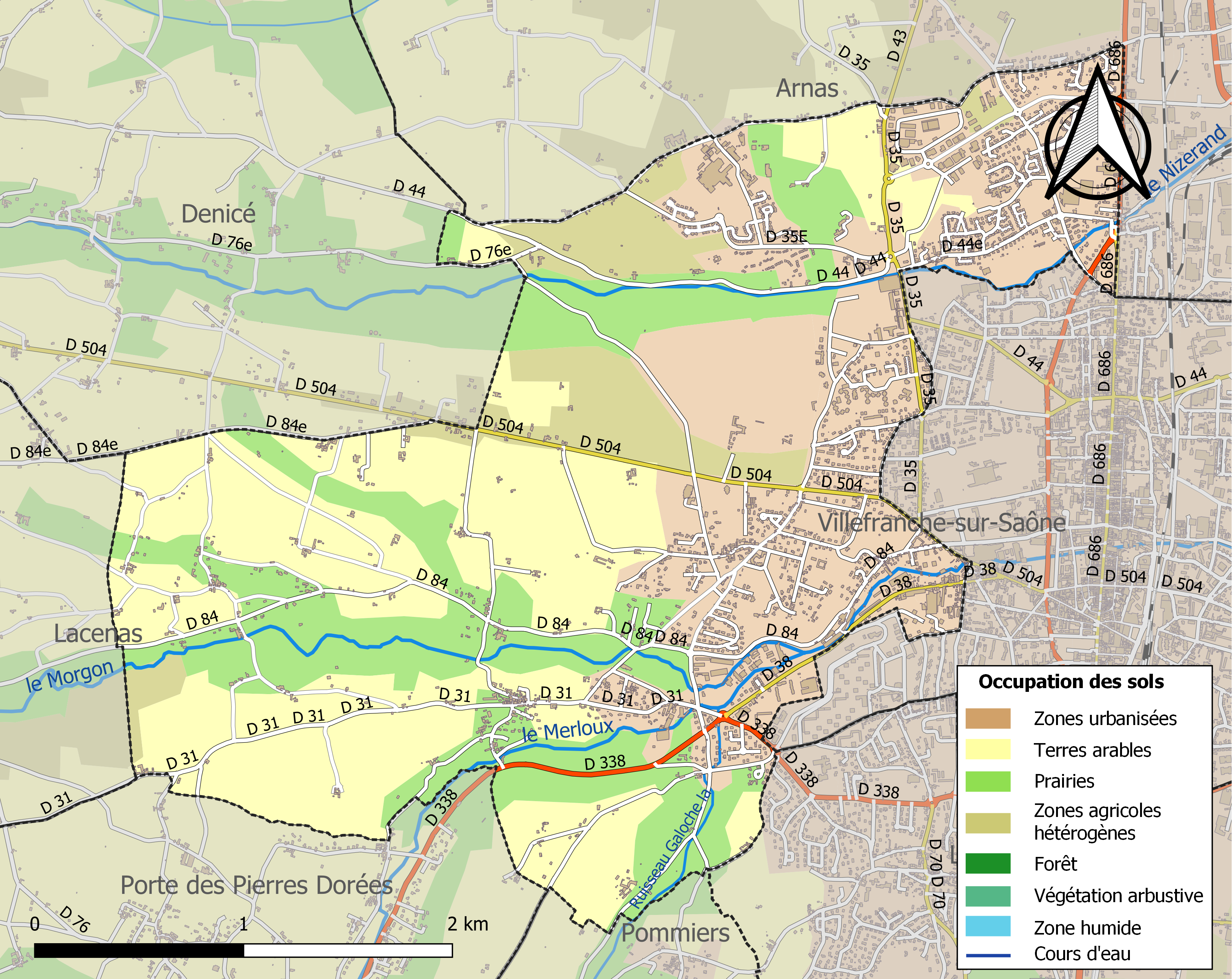

## Demografie
Onderstaande figuur toont het verloop van het inwonertal (bron: INSEE-tellingen).

## Monumenten

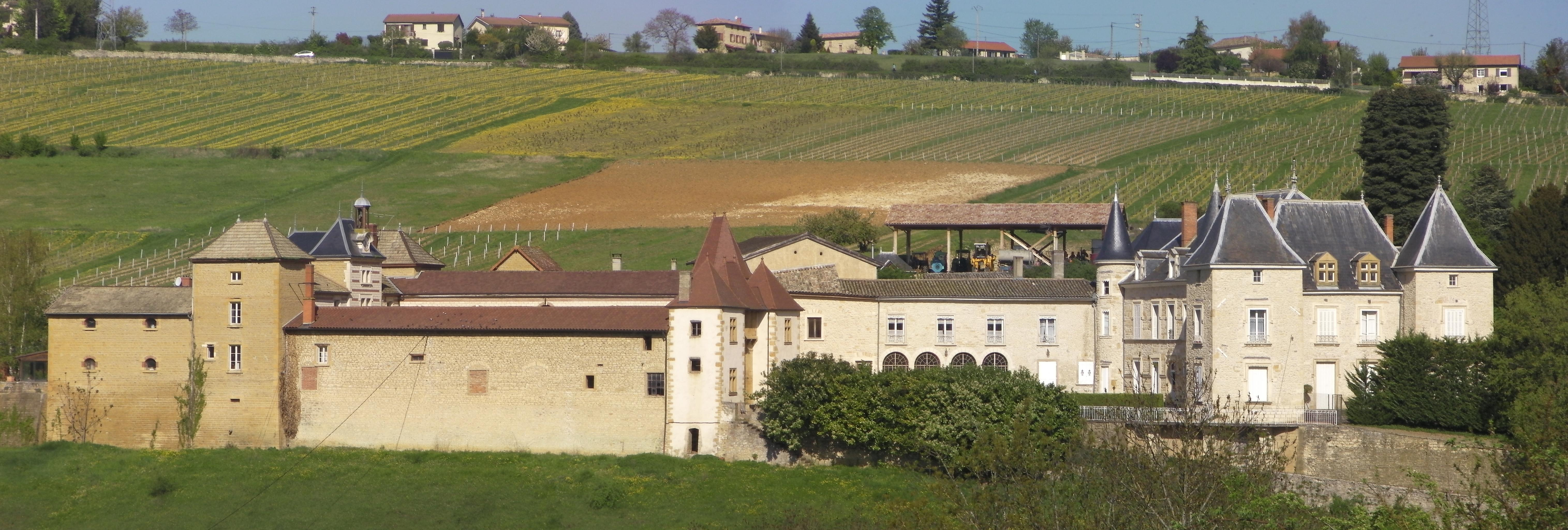
Kasteel van Saint-Fonds
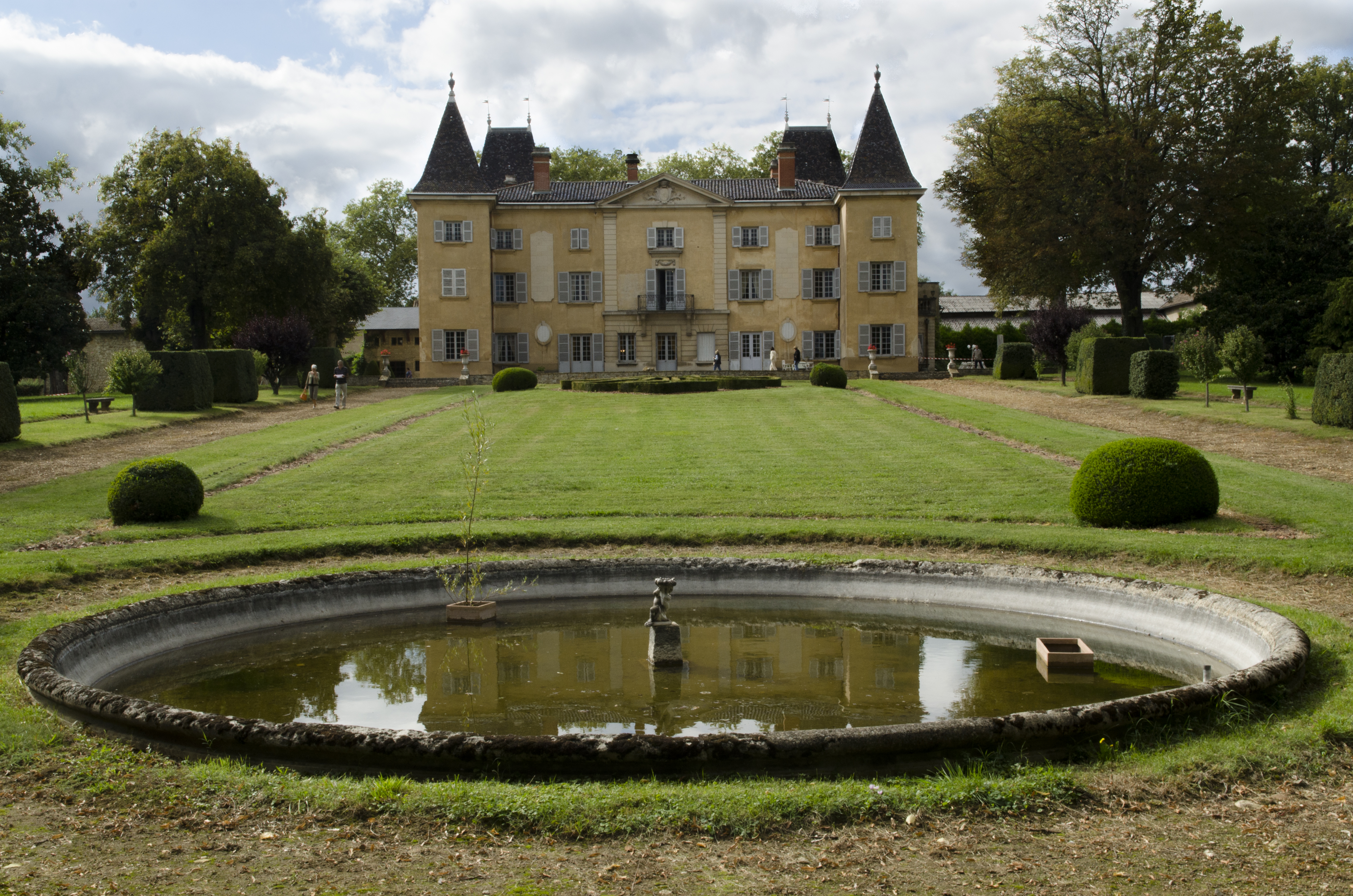
Kasteel van Vaurenard
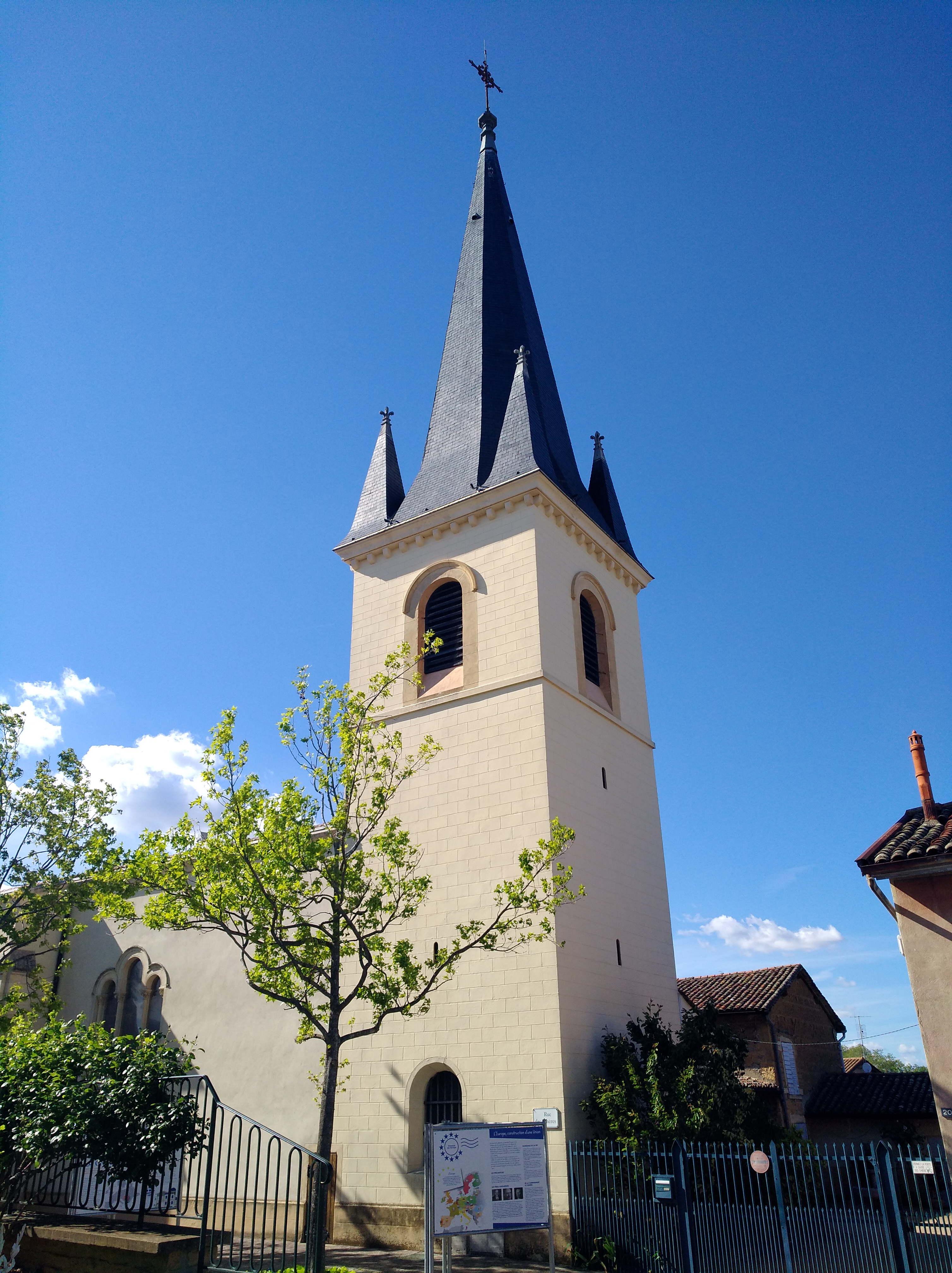
Kerk
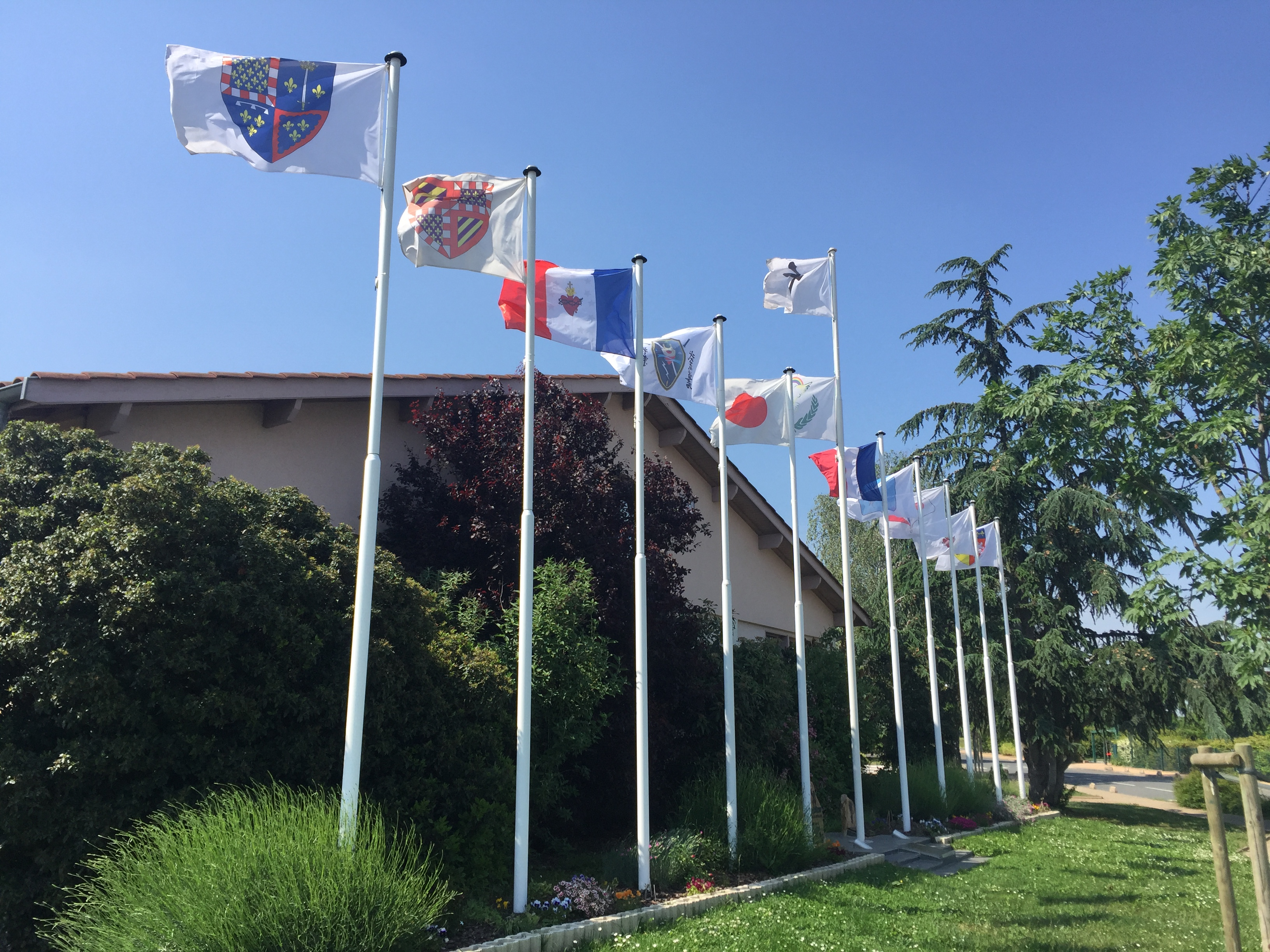
Memorial Heiho Niten Ichi Ryu

## Stedenbanden
- Ōhara-chō (Japan) sinds 1999

## Geboren
- Fatih Atık (1984), Frans-Turkse voetballer
- Rudy Molard (1989), wielrenner